# Apterocis vagepunctatus
Apterocis vagepunctatus är en skalbaggsart som först beskrevs av Blackburn 1885.  Apterocis vagepunctatus ingår i släktet Apterocis och familjen trädsvampborrare. Inga underarter finns listade i Catalogue of Life.